# Смоленське князівство

Білий ведмідь на червоному щиті — символ Смоленського князівства

Смоленське князівство — удільне руське князівство XI—XV століть зі столицею у місті Смоленськ. Займало територію у верхів'ях річок Дніпра, Західної Двіни, Сожі, Десни та Волги. Виникло в XI ст. і до середини XII ст. залишалось під управлінням князів залежних від Києва. Відособлення князівства почалось за правління Ростислава Мстиславича (1125—1159), нащадки якого правили  Смоленською землею аж до остаточної ліквідації князівства Вітовтом у 1404 році.

## Історія

### Смоленська Земля у складі Київської Русі
Смоленськ — одне з найдавніших міст Київської Русі. Згідно Повісті временних літ, Віщий Олег у 882 році підкорив місто і приєднав його до своїх володінь. З того часу Смоленська земля підпорядковувалась безпосередньо київському князю через намісників, принаймні, літописи не згадують місцевих князів до середини XI ст.
Після смерті Ярослава Мудрого у 1054 році смоленськими князями були його молодші сини — В'ячеслав і, згодом, Ігор. На рубежі XI—XII ст. князем в Смоленську був Святослав Володимирович, один зі старших синів Володимира Мономаха.
За правління у Києві Мстислава Великого (1125—1132) в Смоленську сидів його син Ростислав (з 1127). Він підтримував своїх братів Всеволода та Ізяслава в боротьбі з дядьком Юрієм Долгоруким і Чернігівськими Ольговичами. Ростислав утримував за собою Смоленськ навіть у невдалі для його братів періоди війни й став родоначальником династії смоленських князів (Ростиславичів).

### Розквіт Смоленського князівства
В середині XII ст. — 1240 р. смоленські князі брали активну участь в боротьбі за Київ. Володіння Ростиславичами Києвом та уділами Київського князівства перешкоджало внутрішньому дробленню Смоленського князівства. Починаючи з 1160-х рр. Ростиславичі мали значний вплив на політичну ситуацію в Полоцькому князівстві, підтримуючи в боротьбі за Полоцьк вітебських (1160—70-і рр., з 1190-х рр.), друцьких або мінських князів (1180-і рр.). У 2-й пол. XII ст. в деяких з міст Смоленського князівства протягом короткого часу існували князівські столи, в останній третині XII ст. виділилося Торопецьке князівство, а в 1210-х рр. з його складу Ржевське. Правителі Смоленська брали активну участь в міжнародній торгівлі, укладали договори з Ригою і Готським берегом (перший з відомих відноситься до 1215—1223 років).

### Монголо-татарська навала та початок занепаду Смоленська
Монголо-татарські війська, які в 1238 році почали вторгнення в Русь оминули Смоленськ, проте серйозно розорили Посожжя. В цей же час близько 1239 року Смоленськ був ненадовго захоплений литвою. Завдяки воєнній допомозі владимирського князя Ярослава Всеволодовича в тому ж році литовці були вигнані, а влада в Смоленському князівстві повернулася в руки Ростиславичів. У середині XIII ст. війська литовського короля Міндовга, діючи спільно з полочанами (наприклад в 1258 році), неодноразово розоряли Смоленщину. У 1274 році татари здійснили похід проти Смоленська та підпорядкували його собі. Однак, незважаючи на постійні вторгнення, смоленським Ростиславичам, за підтримки владимирських князів вдалось значно розширити свої володіння на Русі. Вони закріпили за собою князівські столи в Вітебську і, мабуть, в Друцьку. Смоленське князівство переживало підйом в правління князя Федора Ростиславича Чорного (1279—1297). В останній третині XIII ст. князівство починає дробитись на уділи: з його складу виділилося Можайське князівство, в кін. XIII — на поч. XIV ст. сформувалося Вяземське князівство, князівські столи в кін. XIII—XIV ст. існували і в Дорогобужі, Пацині, Ростиславлі.
Переворот 1297 року на користь князя Олександра Глібовича (1297—1313) викликав кризу в Смоленському князівстві, оскільки правителі уділів на півдні та сході князівства не визнали зміну влади. У 1300 Олександр Глібович і його брат, Роман Глібович, зазнали поразки під Дорогобужем від раті свого двоюрідного брата, вяземського кн. Андрія Михайловича, в 1303 Можайськ з уділом був долучений до Московського князівства. Проте на початку XIV ст. при воєнній підтримці Орди князям Олександру і Роману Глібовичам вдалося повернути під свій контроль міста Мстиславль і Кричев в Посожжі, а також встановити контроль над Брянським князівством. Мабуть, тоді ж Олександру Глібовичу вдалося спалити Дорогобуж і змусити Андрія Михайловича покинути Вяземське князівство.

### Смоленськ між Литвою та Москвою
Міжусобиці в Смоленському князівстві призвели до початку процесу втрати місцевими князями своїх володінь, що посилився в правління великих князів смоленських Івана Олександровича (не пізніше 1333—1359) і Святослава Івановича (1359—1386). Смоленськ неодноразово зазнавав литовських вторгнень (1356, 1359, 1365, 1375, 1386, 1395, 1401; 1404, двічі). Близько 1359 року великий князь литовський Ольгерд Гедимінович захопив Мстиславль та приєднав його до своєї держави. Невдовзі місто стало центром удільного князівства під владою сина Ольгерда, Коригайла, а пізніше — Лугвенія.
1386 року смоленські князі підтримали повстання полоцького князя Андрія Ольгердовича проти свого брата Ягайла, який невдовзі перед тим став польським королем, та облягли Мстиславль. У відповідь Ягайло послав проти смолян армію на чолі зі своїми братами Скиргайлом та Вітовтом, яка розбила смоленську рать на річці Вихрі. У битві загинув великий князь Святослав Іванович, його старший син, Гліб Святославич, потрапив у полон до литовців, а молодший, Юрій Святославич став смоленським князем, однак був змушений визнати себе васалом Ягайла.

### Завоювання князівства Гедиміновичами
В 1390-х рр. після початку князювання у Великому князівстві Литовському Вітовта Кейстутовича, одруженого зі смоленською княжною Анною Святославною (? — 1418), зміцніла боярська партія прихильників переходу Смоленського князівства під владу Литовсько-Руської держави. У 1395 році Вітовту вперше вдалося захопити Смоленськ. У серпні 1401 року за підтримки свого тестя — великого князя рязанського Олега Івановича, частини боярства, городян і чорних людей князь Юрій Святославович відвоював Смоленськ. Проте вже 1404 року місто після тривалої облоги, було остаточно завойоване литовцями, а Смоленське князівство перетворене у Смоленську землю в складі Великого князівства Литовського. У 1508 році створено Смоленське воєводство.

## Уділи
- Торопецьке князівство
- Ржевське князівство
- Вяземське князівство
- Рославльське князівство
- Дорогобузьке князівство
- Можайське князівство
- Мстиславське князівство

## Економіка
Територія Смоленщини не була багата родючими ґрунтами (переважали глиняні дерново-підзолисті ґрунти), тому основний потенціал регіону був зосереджений на річковій торгівлі, оскільки через повноводні річки Дніпра і Волги проходив важливий торговельний шлях із варягів у греки. Основним товаром на продаж були: деревина, віск, мед диких бджіл, пушнина, шкури та роги лосів.
Князівство було розташоване фактично у центральних територіях Русі, тому через нього проходили основні торговельні міжрегіональні та транспортні шляхи, що й сформулювало економіку князівства